# Barikáda

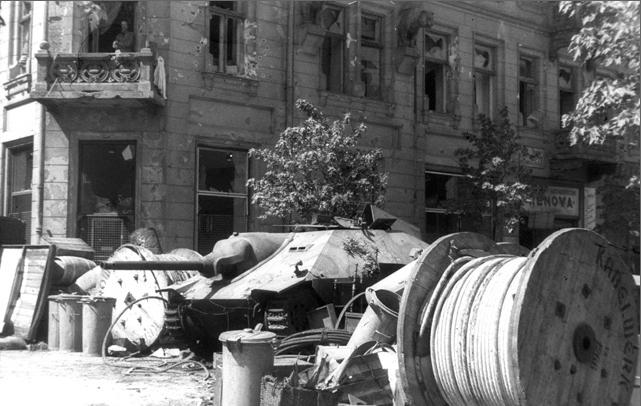
Barikáda během Varšavského povstání

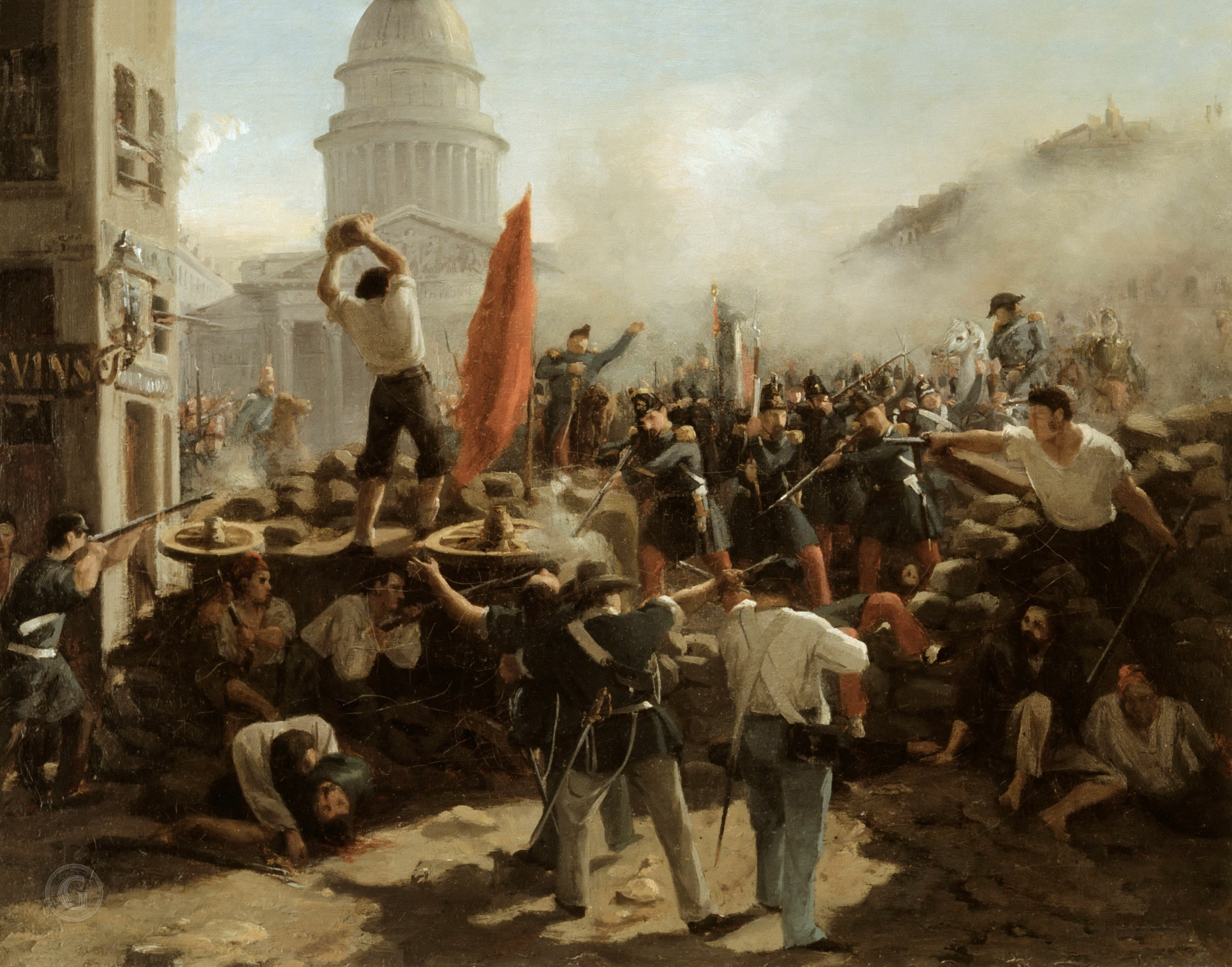
Barikáda v rue Soufflot v červnu 1848, dohra únorové revoluce, Horace Vernet

Barikáda je objekt zabraňující průjezdu nebo usměrňující provoz požadovaným směrem. Ve vojenské terminologii barikáda označuje jakékoli improvizované opevnění, zejména v ulicích měst. Barikády hrály významnou roli v mnoha evropských revolucích.
Slovo pochází z francouzského barrique (sud). Velmi významnou roli barikády sehrály během Květnové revoluce a Pražského povstání v roce 1945, což se později stalo i předmětem několika uměleckých děl tematicky ztvárňujících tyto události – viz Němá barikáda od Jana Drdy.
Barikády mohou být tvořeny z různorodého materiálu, který obránci seženou, tedy například vozů, tramvají, popelnic, dřeva a také dlažebních kostek, které jsou k tomu účelu vytrhány.